# Tegan Nox
Steffanie Rhiannon Newell (* 15. November 1994 in Bargoed bei Caerphilly, Wales) ist eine walisische Wrestlerin. Sie steht zurzeit bei der WWE unter Vertrag und tritt regelmäßig in deren Show SmackDown auf.

## Wrestling-Karriere

### Attack! Pro Wrestling (2013–2017)
Newell debütierte für Attack! Pro Wrestling im Juli 2014, dreimal in derselben Show. Zuerst besiegte sie Lana Austin und später am Abend tat sie sich mit Austin zusammen, um Mark Andrews und Pete Dunne zu besiegen. Newell debütierte am 24. Januar 2015 mit ihrem Charakter Luchadora The Explorer und verlor zusammen mit Brookes gegen Damian Dunne und Ryan Smile. Im Januar 2016 schloss sich Newell Mark Andrews an und bildete, das Team Bayside High. In ihrem ersten Match als Team besiegten Newell und Andrews #CCK Brookes und Kid Lykos. Zwei Tage später, am 3. April, wurde Bayside High zu den neuen Attack: Pro! Tag Team Champions. Bis zu ihrem Arrangement bei der WWE, für verschiedene Promotions als Free Agent tätig.

### WWE (2017–2021)
Im April 2017 wurde berichtet, dass Newell einen Vertrag mit WWE unterzeichnet hatte. Nach einer Verletzung kehrte sie am 13. April 2018, bei einem NXT Live Event in den Ring zurück. 2018 nahm sie als Teilnehmern am Mae Young Classic Turnier teil, von hier an bekam sie den Ringnamen Tegan Nox. Nach diesem Turnier erlitt sie eine weitere Verletzung. Am 25. Juni 2019 kehrte Nox bei einem NXT Live Event zurück. Am 11. September gab Nox ihr NXT UK-Debüt, als sie Shax besiegte. Danach begann Nox eine Fehde mit Kay Lee Ray, dies führte zu einem Titelmatch um die NXT UK Women’s Championship, diesen konnte sie jedoch nicht gewinnen. Am 16. Oktober kehrte Nox zu NXT zurück und besiegte Taynara.
Danach begann Nox mit ihrer Freundin Dakota Kai zusammenzuarbeiten. Die beiden besiegten Jessamyn Duke und Marina Shafir. Am 30. Oktober 2019 bekamen sie ein Titelmatch, um die WWE Women’s Tag Team Championship, das Match konnten sie jedoch nicht gewinnen. Nach einer kurzen Pause, aufgrund einer Storyline Verletzung kehrte Nox in der NXT-Folge vom 15. Januar 2020 zurück. Nach der Pause führte dies zu einer Fehde gegen Kai, welche sie jedoch verlor. Am 1. Juli gewann sie ein Match, um sich für die NXT Women’s Championship zu qualifizieren, den Titel konnte sie jedoch Io Shirai nicht abnehmen. Am 1. Oktober 2020 wurde bekannt gegeben, dass sich Nox einen Kreuzbandriss zugezogen hat. Am 5. Juli 2021 kehrte sie in Rahmen eines Dark Matches zurück.
Am 9. Juli 2021 debütierte sie bei SmackDown. Sie trat zusammen mit Shotzi gegen Natalya und Tamina an. Dieses Match konnten sie gewinnen. Mit ihrem Debüt änderte sich ihr Ringname in Nox. Am 4. Oktober 2021 wurde sie beim WWE Draft zu Raw gedraftet. Am 18. November 2021 wurde sie von der WWE entlassen. Am 3. Dezember 2022 trat sie wieder bei WWE Smackdown auf.

### Rückkehr zur WWE (seit 2022)
Am 2. Dezember 2022 kehrte sie zur WWE zurück, indem sie Liv Morgan vor einem Angriff von Damage CTRL schützte.

## Titel und Auszeichnungen
- Attack! Pro Wrestling
  - Attack! 24/7 Championship (3×)
  - Attack! Tag Team Championship (1×) mit Mark Andrews

- British Empire Wrestling
  - British Empire Woman’s Championship (1×)

- DDT Pro-Wrestling
  - Ironman Heavymetalweight Championship (2×)

- Southside Wrestling Entertainment
  - SWE Tag Team Championship (1×) mit PJ Black
  - Queen of Southside Championship (1×)

- What Culture Pro Wrestling
  - WCPW Women’s Championship (1×)